# Энрике Энрикес де Мендоса, 1-й граф Альба-де-Листе
Энрике Энрикес де Мендоса (исп. Enrique Enríquez de Mendoza; ок. 1402 — 30 октября 1480) — испанский аристократ из династии Энрикесов, 1-й граф Альба-де-Листе (1459—1480).

## Титулы и карьера
Родился, вероятно, в городе Медина-де-Риосеко (провинция Вальядолид). Второй сын Альфонсо Энрикеса (1354—1429), адмирала Кастилии, и Хуаны де Мендосы, «богатой женщины Гвадалахары», что также делало его правнуком короля Кастилии Альфонсо XI. От своих родителей он унаследовал несколько второстепенных поместий, в том числе в городе Боланьос с Вильясасен, Кабрерос, а также дома в Саморе, соляные копи Вильяфафила и асенья Пьедраита-де-Кастро.
Он женился на Марии де Гусман, дочери графа Ньебла, с согласия которой 10 ноября 1441 года он решил обменять свою сеньорию Эскамилья на Альба-де-Листе у констебля Альваро де Луна. Свидетелем был Хуан Диас де Бургос.
Энрике Энрикес де Мендоса участвовал в войну короля Кастилии Хуана II с Гранадским эмиратом (1431 г.), а также в инициативы, предпринятые против короля кастильской аристократией: переворот Рамаги (1443) и переворот Тордесильяса (1452). Обманутый Алонсо де Фонсека и Альваро де Луна, он отправился в Портильо, где был взят в плен, а затем на год заточен в замке Берланга-де-Дуэро, хотя в 1453 году ему удалось бежать, используя хитрую уловку.
Важной датой в истории семьи Энрикес стало 8 августа 1459 года, когда король Кастилии Энрике IV в городе Аревало пожаловал ему титул графа Альба-де-Листе. Хотя четырьмя годами раньше, в 1455 году, он вместе с ним сражался против мусульман, граф решил присоединиться к аристократическим заговорам, вынашиваемым в Ильсекасе (1461) и Бургосе (1464). Точно так же он был среди подписантов байонского арбитражного приговора, обеспечив своими активами передачу мериндада Эстелья Энрике IV королем Арагона и Наварры Хуаном II.
Со смертью Энрике IV и началом войны за престолонаследие Энрике Энрикес сделал выбор в пользу католических монархов, которые 8 ноября 1475 года назначили его президентом и губернатором королевства Галисия. Однако ему не довелось пользоваться широкими политическими, судебными и военными полномочиями. 1 марта 1476 года во время битвы при Торо он был взят в плен и позднее доставлен в Лиссабон, столицу Португалии, поддержавшего сторону Хуаны-ла-Бельтранехи. Некоторое время спустя португальский монарх разрешил ему вернуться в Кастилию при условии, что он передаст послание Фердинанду Католику и вернется в тюрьму, как только миссия будет завершена. Граф выполнил присягу: 27 ноября 1478 года он встретился с Фердинандом в Трухильо, после чего вернулся в Португалию. Столкнувшись с этим рыцарским поступком, король Португалии решил освободить его.

## Смерть
Вполне вероятно, что с 1478 года он проживал в своем дворце в Альба-де-Листе до своей смерти, скорее всего, в начале следующего десятилетия. Он составил завещание в монастыре Сан-Антонио-де-Гарровильяс 24 июля 1480 года перед Хуаном Гутьерресом дель Кастильо по доверенности от Марии де Гусман, которая дала ему его 14 сентября 1479 года.

## Брак и потомство
В 1432 году в Севилье Энрике Энрикес женился на Марии де Гусман, дочери Энрике де Гусмана, 2-го графа Ньебла (1371—1436) и его первой жены Терезы Суарес де Фигероа-и-Ороско (+ 1436). От этого союза, который требовал одобрения папы римского, поскольку они были двоюродными братьями и сестрами, родилось десять детей:
- Фадрике Энрикес де Гусман, умер в младенчестве
- Алонсо Энрикес де Гусман (ок. 1440—1502), 2-й граф Альба-де-Листе и сеньор Кинтана-дель-Марко, Пахарес, Бембибре, Кастрокальбон и Гарровильяс, женат на Хуане де Веласко-и-Манрике
- Диего Энрикес де Гусман, умер в младенчестве
- Хуан Энрикес де Гусман (род. 1445), сеньор Бельвер-и-Кабрерос, женат на Констансе де Альманса, 8-й сеньоре Альканьисес, Айоо-де-Видриалес и Вильявельид
- Энрике Энрикес де Гусман, сеньор Боланьоса, рыцарь и командадер Орденом Сантьяго, женился в первый раз на Ане Марии де Гусман, а во второй раз на Марии де Фигероа и Понсе де Леон
- Тереза Энрикес де Гусман, замужем за Хуаном де Акунья-и-Португалем (+ 1475), 3-м графом Валенсия-де-Дон-Хуан и 2-м герцогом Валенсия-де-Кампос, 1-м графом Хихон и Правиа, сеньором Фресно, Кабрерос, Вильядемор и Пахарес
- Хуана Энрикес де Гусман, замужем за Диего Виджилом де Киньонес-и-Акунья, 1-м графом Луна (+ 1491)
- Гиомар Энрикес де Гусман, женат на Луисе Фернандесе де Хихаре-и-Бомоне, 8-м сеньором Ихара
- Инес Энрикес де Гусман, жена Педро Пиментеля Виджила Киньонеса, 1-го сеньора Тавары
- Мария Энрикес де Гусман, замужем за Хуаном де Суньига-и-Бьедма, 1-м виконтом Монтеррей.